# 賓夕法尼亞人號列車
賓夕法尼亞人號列車（英語：Pennsylvanian）是美國國鐵運行的一條长715千米（444英里）的日間列車，它在紐約和匹茲堡之間經費城運行。火車穿越阿巴拉契亞山脈，經過賓夕法尼亞州的首府哈里斯堡、費城郊區和中部，以及新澤西州，到達紐约。 整個火車車程大約需要9小時，其中紐約和費城之間為1.5小時，費城和哈里斯堡之間為2小時，哈里斯堡和匹茲堡之間為5.5小時。
賓夕法尼亞人使用與拱心石号相同的东北走廊和費城至哈里斯堡主線，但后者停止在哈里斯堡，前者则繼續向西通過穿過阿爾圖納和阿勒格尼山脈，最終在匹茲堡終止。